# 1420
Пізнє Середньовіччя •  Відродження •  Реконкіста •  Ганза •  Столітня війна
Роки народження п'еро делла франческа невідоме

## Геополітична ситуація
Османську державу очолює Мехмед I (до 1421). Імператором Візантії є Мануїл II Палеолог (до 1425), а королем Німеччини Сигізмунд I Люксембург (до 1437). У Франції формально править Карл VI Божевільний (до 1422).
Апеннінський півострів розділений: північ належить Священній Римській імперії, середню частину займає Папська область, південь належить Неаполітанському королівству. Деякі міста півночі: Венеція, Флоренція, Генуя тощо, мають статус міст-республік.
Майже весь Піренейський півострів займають християнські Кастилія і Леон, де править Хуан II (до 1454), Арагонське королівство на чолі з Альфонсо V Великодушним (до 1458) та Португалія, де королює Жуан I Великий (до 1433). Під владою маврів залишилися тільки землі на самому півдні.
Генріх V є королем Англії (до 1422). У Кальмарській унії (Норвегії, Данії та Швеції) королює Ерік Померанський. В Угорщині править Сигізмунд I Люксембург (до 1437). Королем польсько-литовської держави є Владислав II Ягайло (до 1434). У Великому князівстві Литовському княжить Вітовт.
Частина руських земель перебуває під владою Золотої Орди. Галичина входить до складу Польщі. Волинь належить Великому князівству Литовському. Московське князівство очолює Василь I.
На заході євразійських степів править Золота Орда. У Єгипті панують мамлюки, а Мариніди — у Магрибі. У Китаї править династії Мін. Значними державами Індостану є Делійський султанат, Бахмані, Віджаянагара. В Японії триває період Муроматі.
Цивілізація майя переживає посткласичний період. У долині Мехіко склалася держава ацтеків, де править Чимальпопока (до 1428). Почала зароджуватися цивілізація інків.

## Події

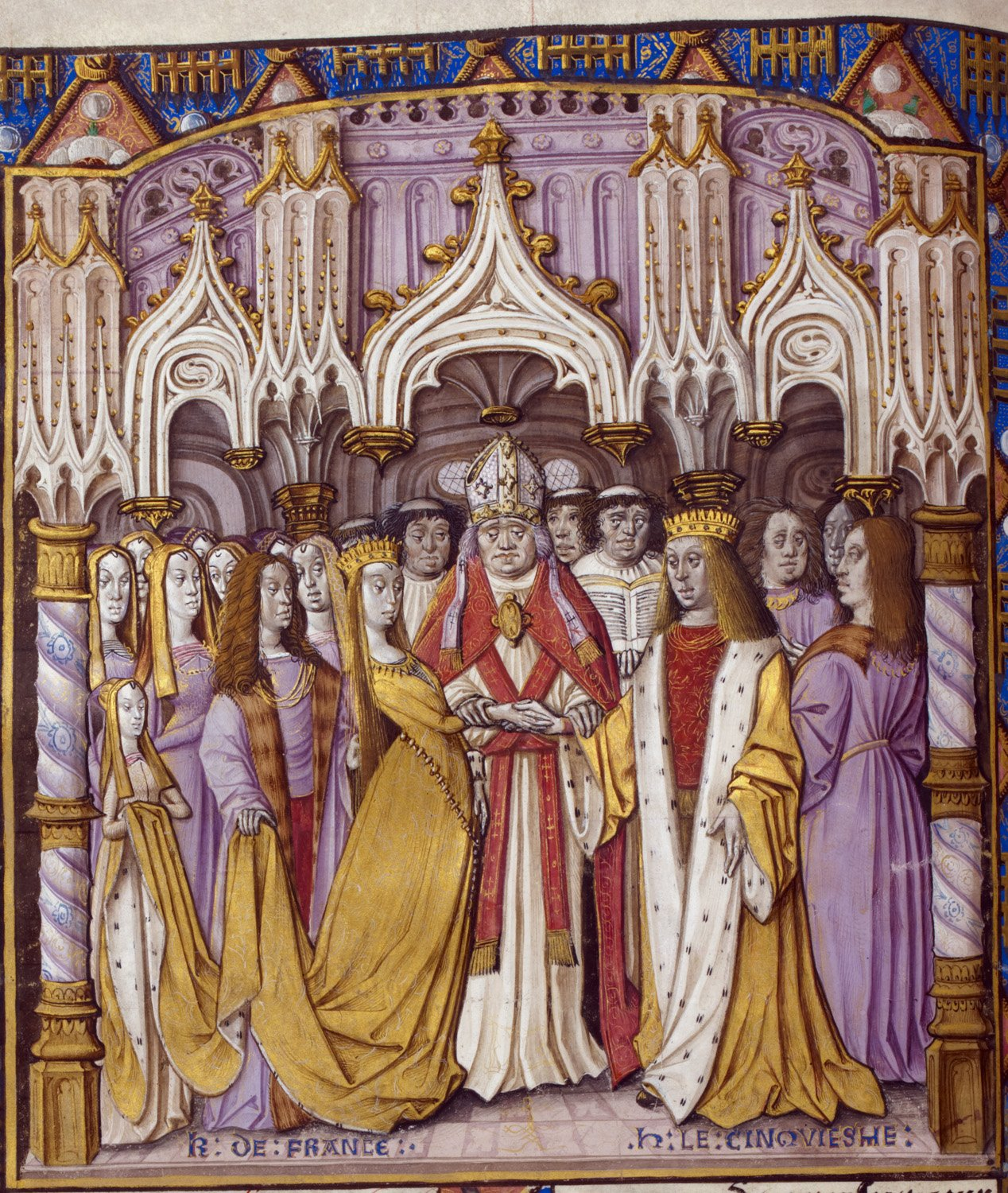
Одруження Генріха V з Катериною Валуа.

- Перша згадка про село Жуків (Бережанський район, Тернопільська область) у зв'язку з наданням магдебурзького права.
- Місту Дрищів (нині село Надрічне (Бережанська міська громада), Тернопільська область) надано магдебурзьке право
- Перша писемна згадка про смт Дашів (Іллінецький район, Вінницька область)
- 1 березня папа Мартін V закликав християн до хрестового походу проти гуситів. Перший бій відбувся поблизу Праги і закінчився поразкою хрестоносців.
- 5 серпня таборити у Чехії висунули свою програму, в якій, зокрема, вимагали знищення розкошів і скасування іконопоклоніння («12 празьких статей»).
- 21 травня, після падіння Руана і смерті бургундського герцога Жана Безстрашного, Філіп Добрий змусив психічно хворого короля Франції Карла VI підписати в Труа договір з англійським королем Генріхом V, за яким Генріх, що одружувався з Катериною, дочкою Карла, ставав його регентом, а спадкоємцем мав стати майбутній син Генріха від цього шлюбу, що об'єднував дві європейські корони. Несподівана смерть Генріха V, а потім і Карла VI не дала можливість здійснитись цим планам.
- 2 червня в Труа король Англії Генріх V одружився з Катериною, дочкою французького короля Карла VI.
- Португальського інфанта Енріке Мореплавця призначено губернатором Ордену Христа.
- Венеція захопила Удіне та заволоділа значною частиною Далмації.
- У Флоренції почалося спорудження базиліки Санта-Марія-дель-Фйоре.
- Людовик III Анжуйський взяв в облогу Неаполь, але повинен був відступити через втручання арагонського короля Альфонсо V.
- Пекін офіційно проголошено столицею. Завершилося будівництво Забороненого міста, почалося зведення Храму Неба.

## Народились
Див. також: Категорія:Народились 1420

## Померли
Див. також: Категорія:Померли 1420